# Thomas Sotheron-Estcourt

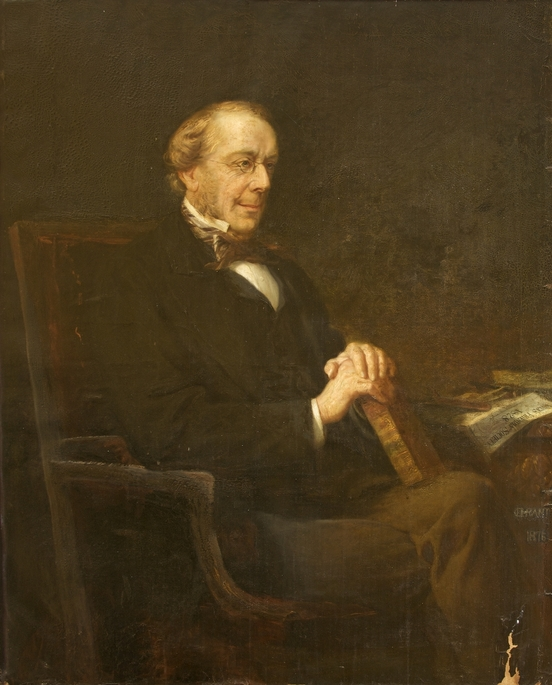
Thomas Sotheron-Estcourt (Gemälde von Francis Grant)

Thomas Henry Sutton Sotheron-Estcourt (Geburtsname: Thomas Henry Sutton Bucknall-Estcourt; * 4. April 1801; † 6. Januar 1876) war ein britischer Politiker der Conservative Party, der zwischen 1829 und 1832 sowie erneut von 1835 bis 1865 Mitglied des House of Commons sowie 1859 für einige Monate Innenminister war.

## Leben
Thomas Bucknall-Estcourt war das vierte von neun Kindern und älteste Sohn von Thomas Grimston Bucknall-Estcourt, der zwischen 1805 und 1826 sowie erneut von 1832 bis 1847 ebenfalls Mitglied des House of Commons war, sowie dessen Ehefrau Eleanor Sutton. Einer seiner fünf jüngeren Brüder war Generalmajor James Bucknall-Estcourt, der unter anderem am Krimkrieg teilnahm. Auch sein Großvater Thomas Estcourt war zwischen 1790 und 1806 Abgeordneter des Unterhauses. Nach dem Besuch der renommierten Harrow School begann er ein Studium am Oriel College der University of Oxford, das er 1826 mit einem Master of Arts (M. A.) abschloss.
Am 13. März 1829 wurde Bucknall-Estcourt erstmals zum Mitglied des House of Commons gewählt und vertrat dort bis zum 10. Dezember 1832 den Wahlkreis Marlborough. Am 21. August 1830 heiratete er Lucy Sarah Sotheron, die Tochter von Admiral Frank Sotheron. Er wurde für die konservativen Tories am 6. Januar 1835 abermals zum Abgeordneten des Unterhauses gewählt, in dem er nunmehr bis zum 12. Februar 1844 den Wahlkreis Devizes sowie im Anschluss vom 12. Februar 1844 bis 1865 den Wahlkreis North Wiltshire vertrat. Am 17. Juli 1839 änderte er seinen Namen zunächst in Thomas Henry Sutton Sotheron sowie 1853 in Thomas Henry Sutton Sotheron-Estcourt.
Am 20. Februar 1858 wurde Sotheron-Estcourt, der 1852 Mitglied des Privy Council wurde, von Premierminister Edward Smith-Stanley, 14. Earl of Derby in dessen Regierung berufen, in der er bis zum 3. März 1859 das Amt des Wohlfahrtsministers (President of the Poor Law Board) bekleidete, das sich mit der Umsetzung des 1834 verabschiedeten Armengesetzes (Poor Law) befasste. Am 3. März 1859 übernahm er im Rahmen einer Regierungsumbildung von Spencer Horatio Walpole das Amt des Innenministers (Home Secretary), das er bis zum Ende der Amtszeit des Earl of Derby als Premierminister am 12. Juni 1859 innehatte.
Da Sotheron-Harcourt, der zeitweilig auch die Ämter eines Friedensrichters (Justice of the Peace) sowie des Deputy Lieutenant einer Grafschaft bekleidete, kinderlos verstarb, ging sein Erbe an seinen Neffen George Sotheron-Estcourt über, der zwischen 1874 und 1885 ebenfalls Abgeordneter des Unterhauses war und 1903 als 1. Baron Estcourt in den erblichen Adelsstand erhoben und dadurch Mitglied des House of Lords wurde.